# Johannes Rutten
Johannes Rutten (Dordrecht, 31 juli 1809 - aldaar, 6 oktober 1884) was een Nederlands kunstschilder.

## Levensloop
Rutten werd op jonge leeftijd leerling van de Dordtse kunstschilder Abraham van Strĳ (1753-1826). Na diens overlijden, kwam hĳ in de leer bĳ George Adam Schmidt (1791-1844). Toen hij twintig jaar was, werd Rutten werkend lid van Teekengenootschap Pictura. Ook was hĳ ook lid van toneelgezelschap Thalia. In 1833 werd Rutten tekenleraar aan de Stads Bouwkundige Tekenschool voor bouwkundig en technisch onderwĳs.
Rutten trouwde in 1840 met Mathilda Maria van Strij (1813-1878), een dochter van Abraham van Strij jr. (1790-1840). 
Zijn specialiteit waren kerkinterieurs en stadsgezichten. Rutten schilderde vele aquarellen en tekeningen van gebouwen, poorten en stadsgezichten in Dordrecht, die op het punt stonden te worden gesloopt. Het beeld van het negentiende-eeuwse Dordrecht is hierdoor bewaard gebleven.

## Prijs
In 1837 won Rutten een prĳs van de Groningse Academie Minerva voor zĳn schilderij Kerkgezicht van binnen.

## Galerij

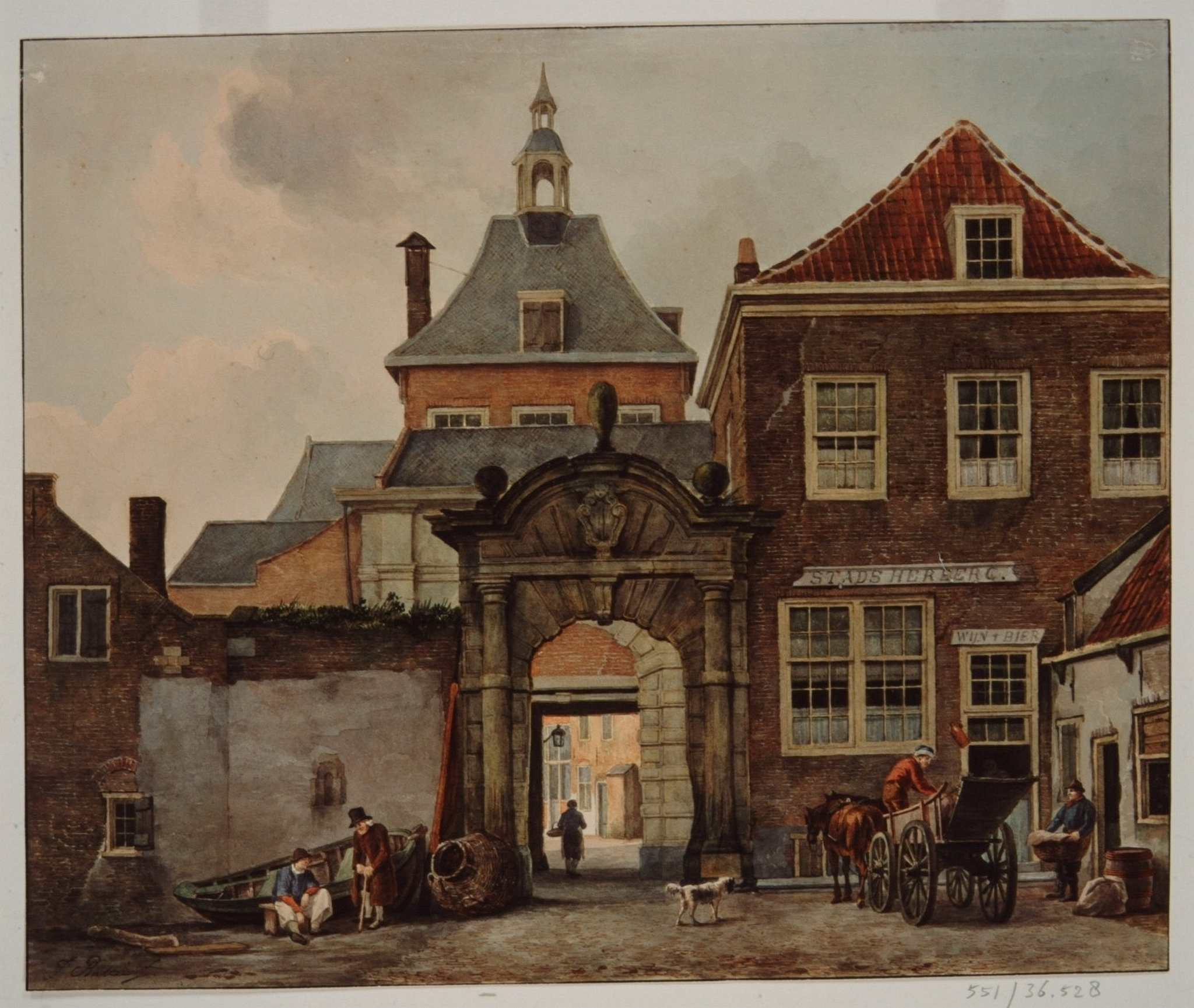
Voormalige Riedijkspoort, Johannes Rutten, 1832
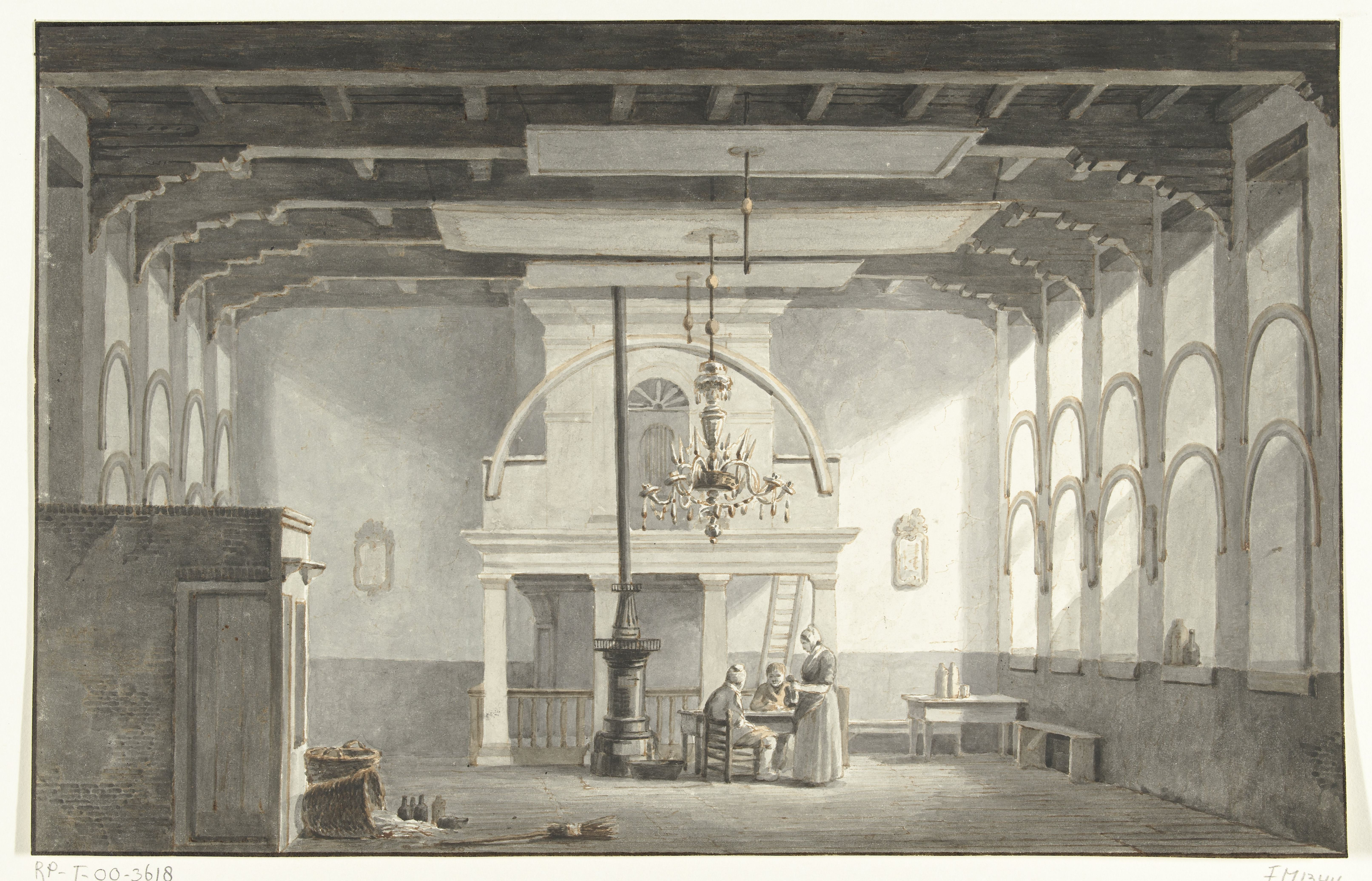
Kloveniersdoelen te Dordrecht, Johannes Rutten 1836
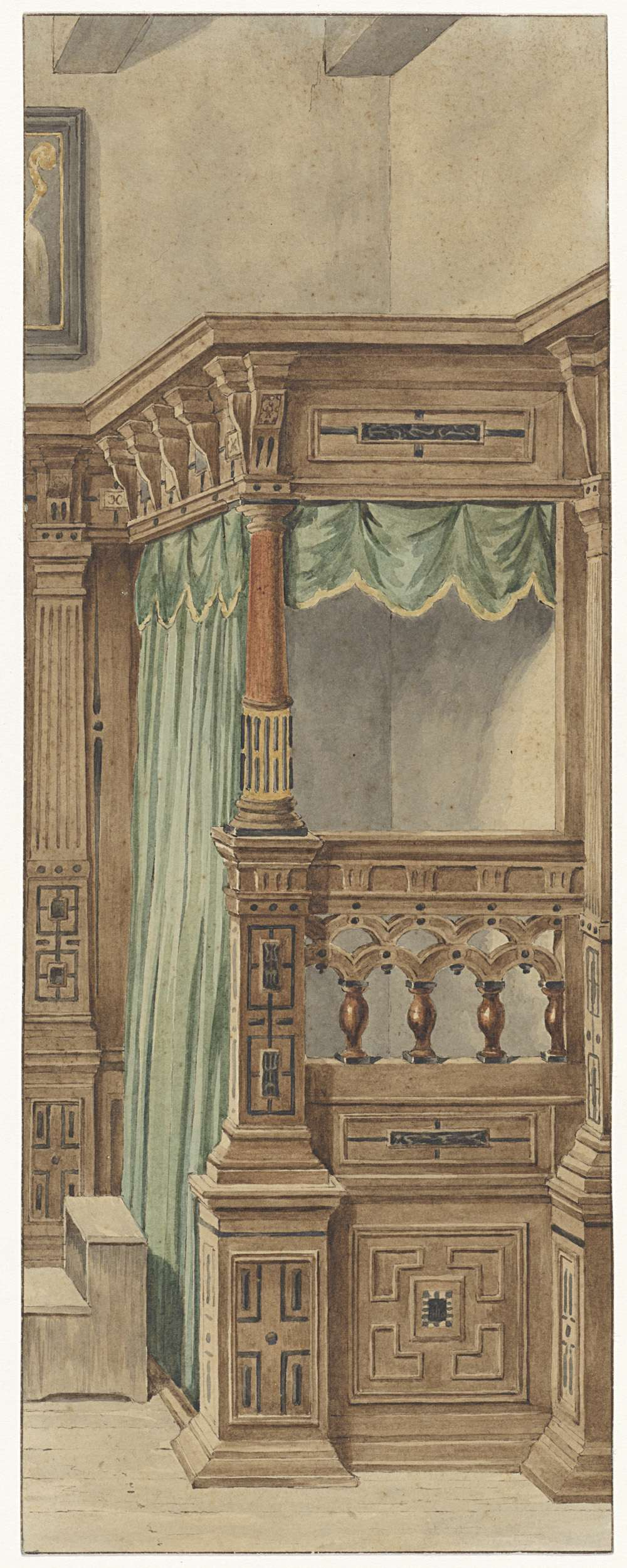
Bedstede in het huis De Pauw, Johannes Rutten